# ناتروپاتی

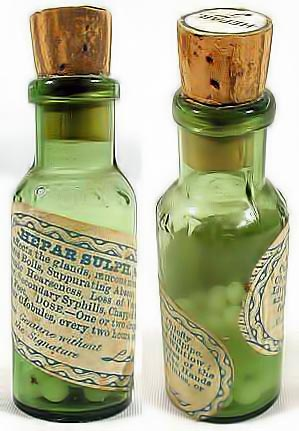
هپار سولفوریس (سولفید کلسیم) یک داروی قدیمی در هومیوپاتی است که زیرمجموعه ناتروپاتی قرار می گیرد.

طب طبیعی (naturopathic medicine) یا ناتروپاتی (Naturopathy) یکی از انواع طب مکمل و جایگزین است. طیف وسیعی از شیوه‌های موسوم به‌ درمان «طبیعی»، «غیر تهاجمی» یا «خوددرمانی» توسط درمانگران آن (ناتروپات ها) استفاده می‌شوند. اگرچه تجمیع این درمان ها زیر یک عنوان دشوار است، ناتروپاتی از درمان های شبه علمی و کاملاً بی اعتبار مانند هومیوپاتی، تا درمان های پذیرفته شده ای مانند روان درمانی را شامل می شود. ایدئولوژی و روش‌های ناتروپاتی بیشتر بر حیات‌گرایی و طب عامه استوارند و کمتر بر پزشکی مبتنی بر شواهد تکیه می کنند. هرچند درمانگران آن ممکن است از تکنیک‌های پذیرفته شده علمی نیز استفاده کنند پزشكان متخصص اخلاقی بودن استفاده از روش های ناتروپاتی را زير سوال برده اند و گاهی به کارگیری آن به عنوان شیادی توصيف شده است.

## تاریخچه
اصطلاح "ناتروپاتی" از "natura" (ریشه لاتین به معنی تولد) و "pathos" (ریشه یونانی برای رنج) به معنای "شفای طبیعی" گرفته شده ات. پیش از وجود این اصطلاح درمانگران این رشته بقراط (پدر پزشکی در یونان باستان) را به عنوان اولین مدافع طب طبیعی معرفی می کنند.  طب طبیعی ریشه در جنبش درمان طبیعی اروپا در قرن نوزدهم دارد.   در اسکاتلند ، توماس آلینسون در دهه 1880 شروع به حمایت از "پزشکی بهداشتی" کرد و یک رژیم غذایی طبیعی و ورزش را با پرهیز از دخانیات و کار زیاد ترویج می کرد. 

### مبتنی بر شواهد

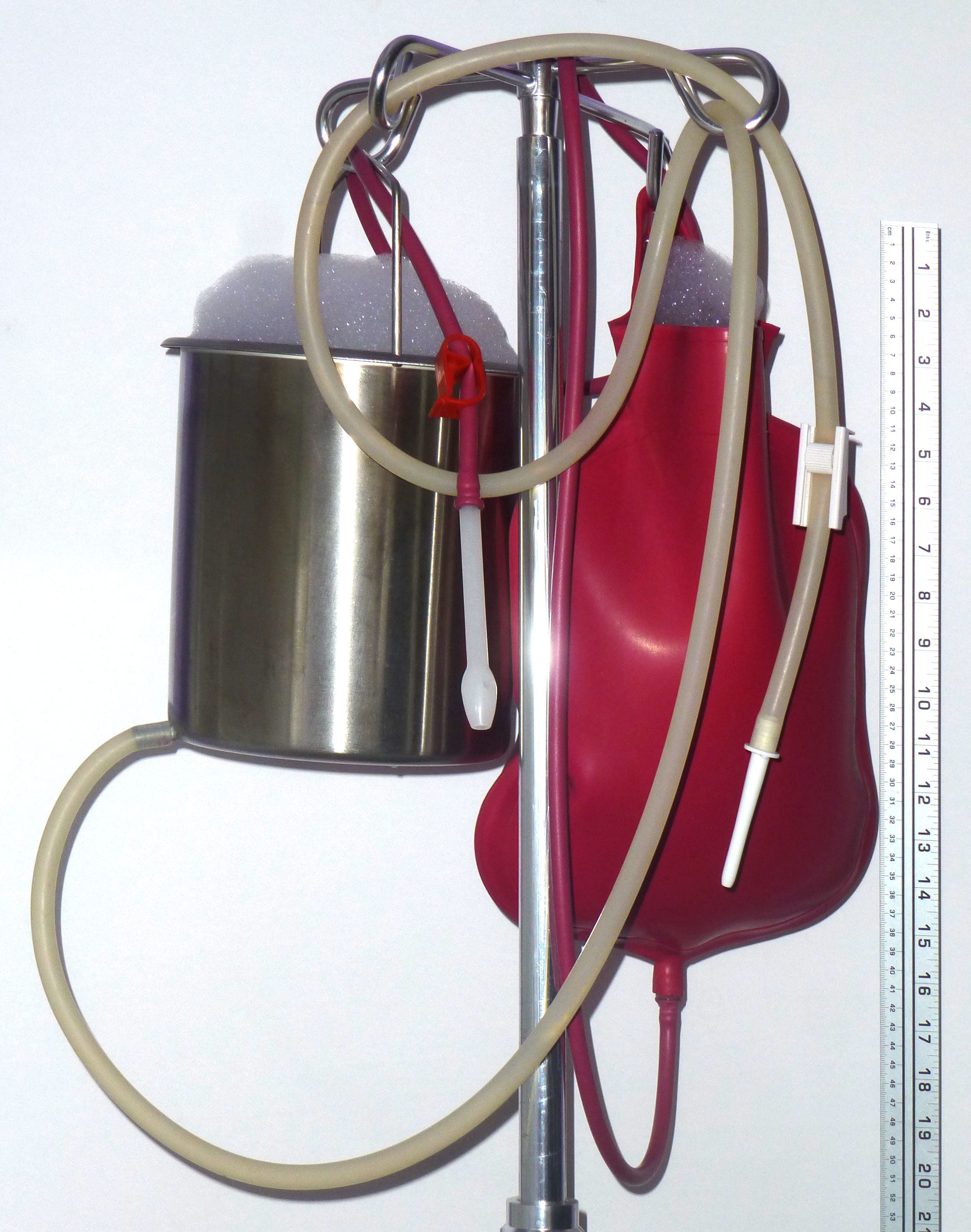
تجهیزات برای انجام تنقیه بزرگ شامل یک کیسه و یک سطل. تنقیه و شستشوی کولون معمولاً توسط متخصصان طبیعی برای طیف وسیعی از بیماری ها استفاده می‌شود، که البته هیچ فواید سلامتی شناخته‌شده‌ای برای آن وجود ندارد.

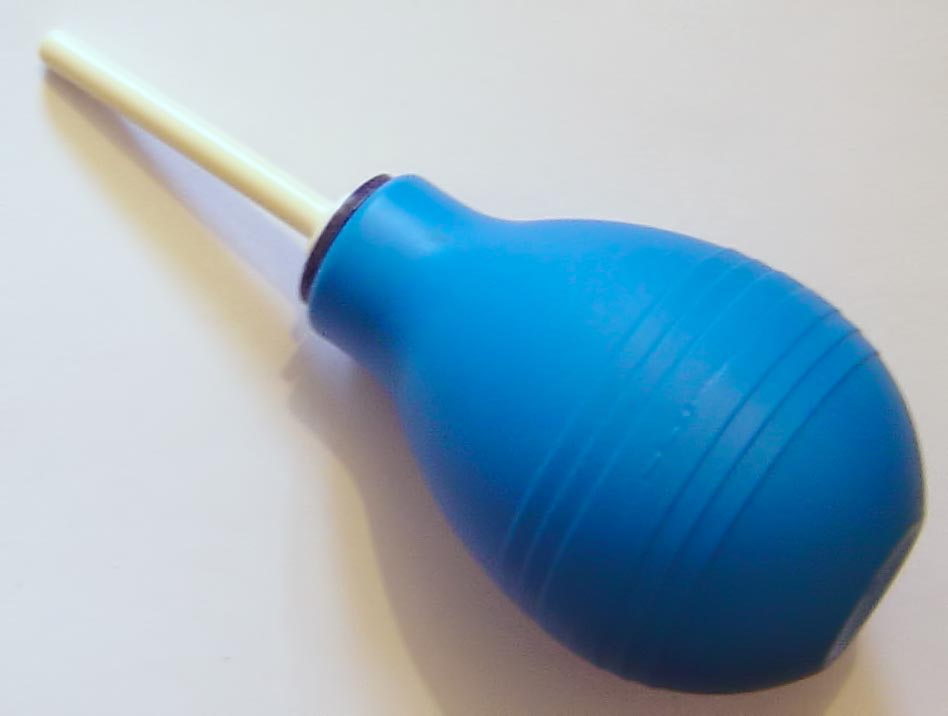
یک سرنگ روده ای برای تزریق حجم اندک انما.

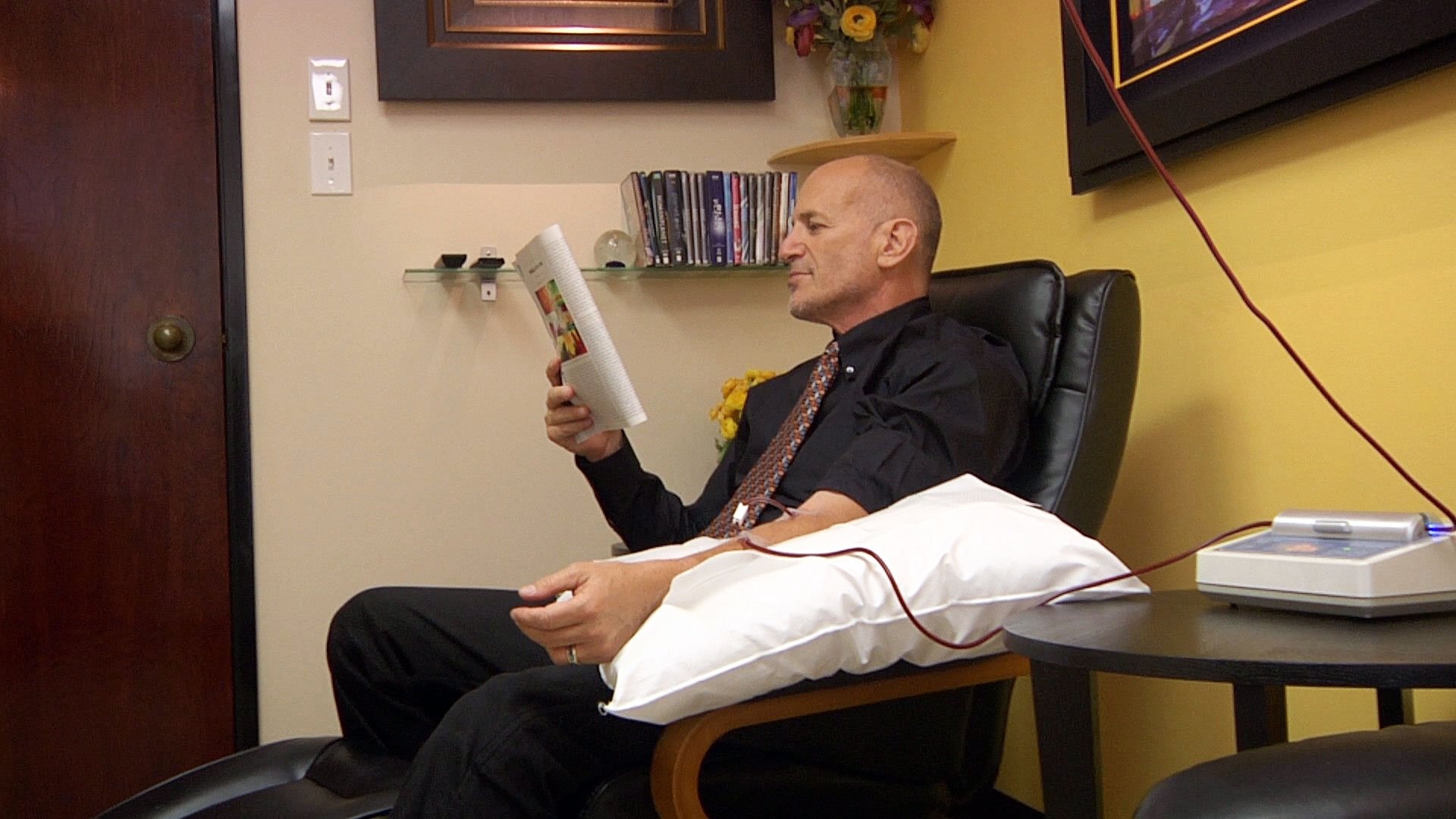
فردی که تحت درمان وریدی ازون همراه با اشعه ماوراء بنفش قرار گرفته است. به گفته سازمان غذا و دارو آمریکا "ازون یک گاز سمی است که هیچ کاربرد پزشکی مفید شناخته شده ای در درمان های خاص، کمکی یا پیشگیری ندارد."

## به کار گیری

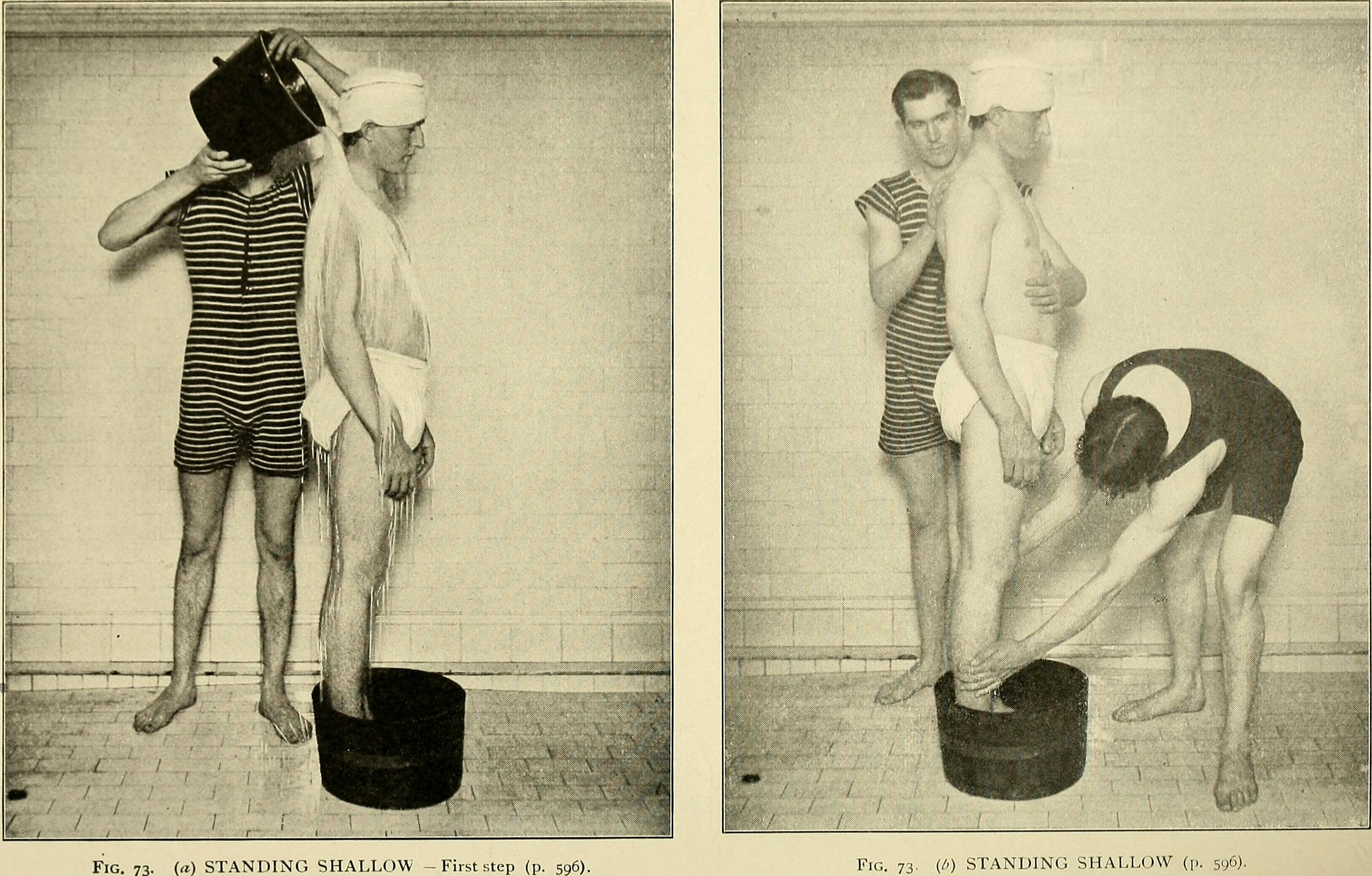
بیماری تحت یک جلسه ی آب درمانی

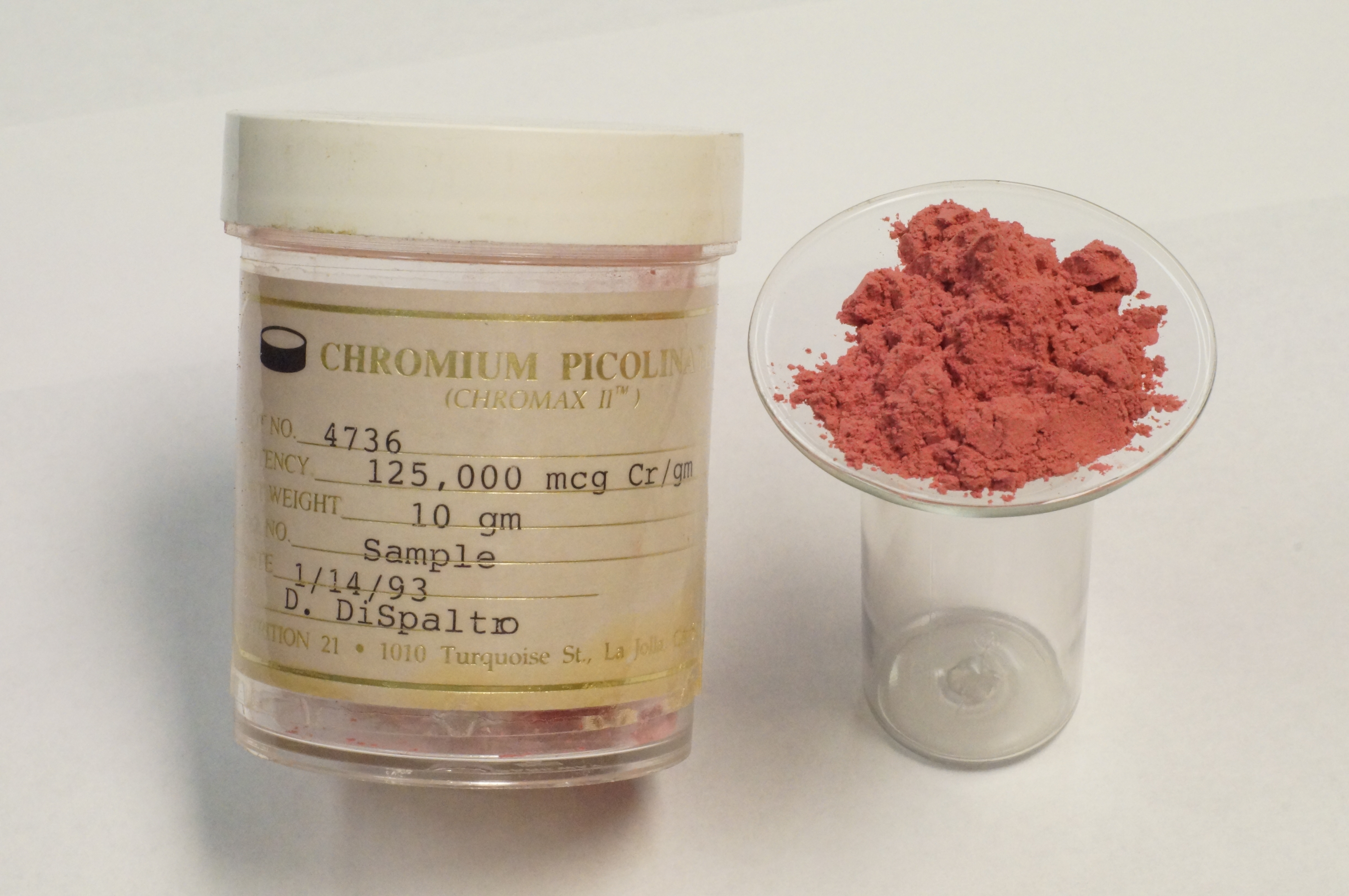
یک مکمل غذایی از کروم (III) پیکولینات.

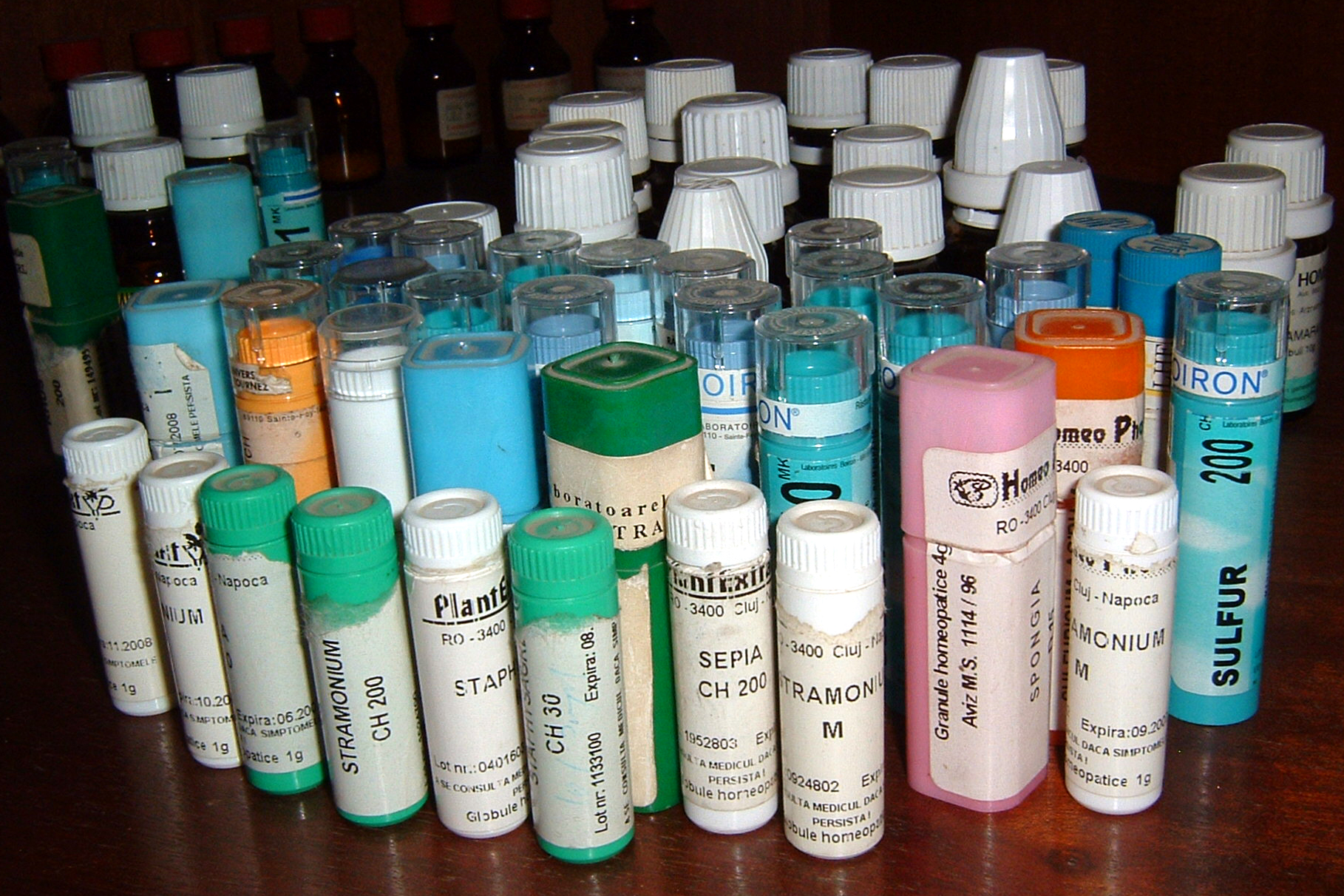
داروهای هومیوپاتی معمولاً توسط متخصصان طبیعی استفاده می شود. این روش شبه علم در نظر گرفته می شود.

### واکسیناسیون

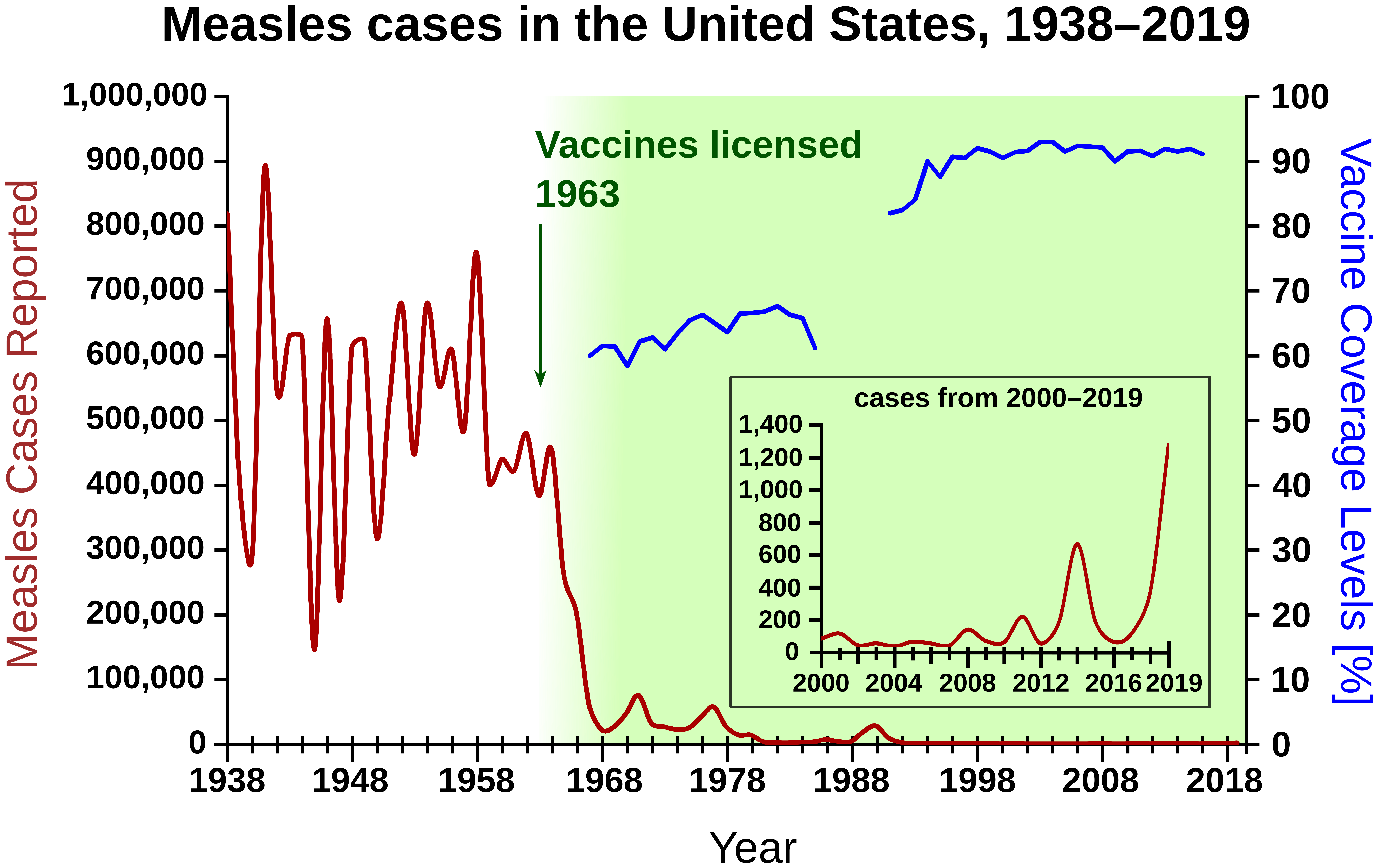
موارد گزارش شده سرخک در ایالات متحده پس از معرفی واکسن سرخک به طرز چشمگیری کاهش یافت.

بسیاری از متخصصان طب طبیعی مخالفت خود را با واکسیناسیون ابراز می کنند. دلایل این مخالفت تا حدی مبتنی بر دیدگاه‌های اولیه ناتروپاتی است. مثلا در کتاب درسی طب طبیعی نوشته ی جوزف پیزورنو: "بازگشت به طبیعت با تنظیم رژیم غذایی، تنفس، ورزش، حمام کردن و به کارگیری نیروهای مختلف" به جای واکسن آبله .

## درمانگران
متخصصان طب طبیعی را می توان به طور کلی به سه گروه طبقه بندی کرد: 1) کسانی که دارای مجوز دولتی هستند. 2) کسانی که خارج از وضعیت رسمی فعالیت می کنند (طبیعت شناسان سنتی) 3) کسانی که در درجه اول کادر درمانی هستند و طبیعت درمانی را نیز انجام می دهند.    

#### آموزش

دانشگاه ملی طب طبیعی دانشجویانی را در رشته طب طبیعی که واجد شرایط دریافت مجوز در آمریکای شمالی هستند آموزش می دهد.

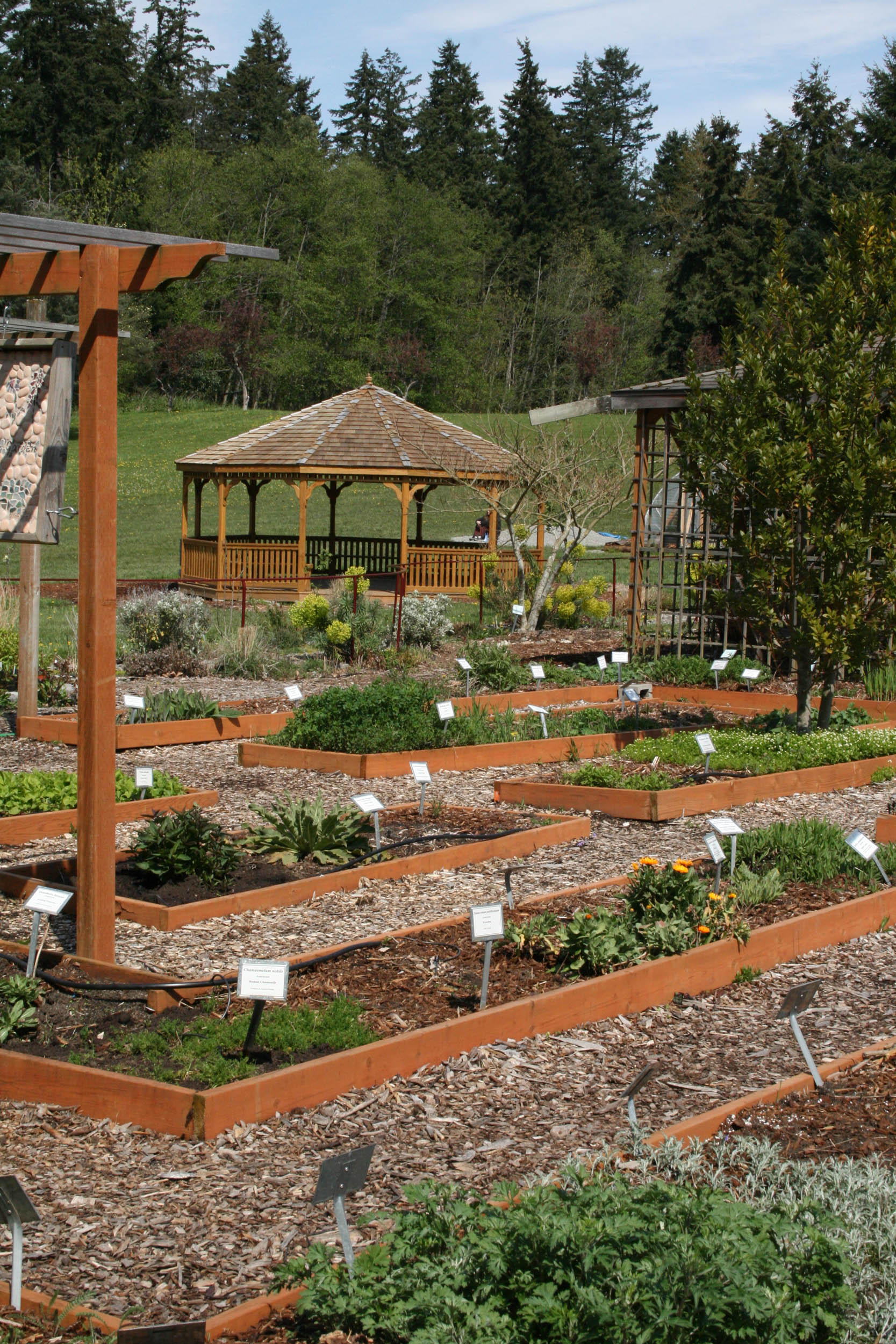
باغ گیاهان در دانشگاه باستیر. یکی دیگر از دوره های آموزشی طب طبیعی در آمریکای شمالی.

### طبیعت درمانگران سنتی

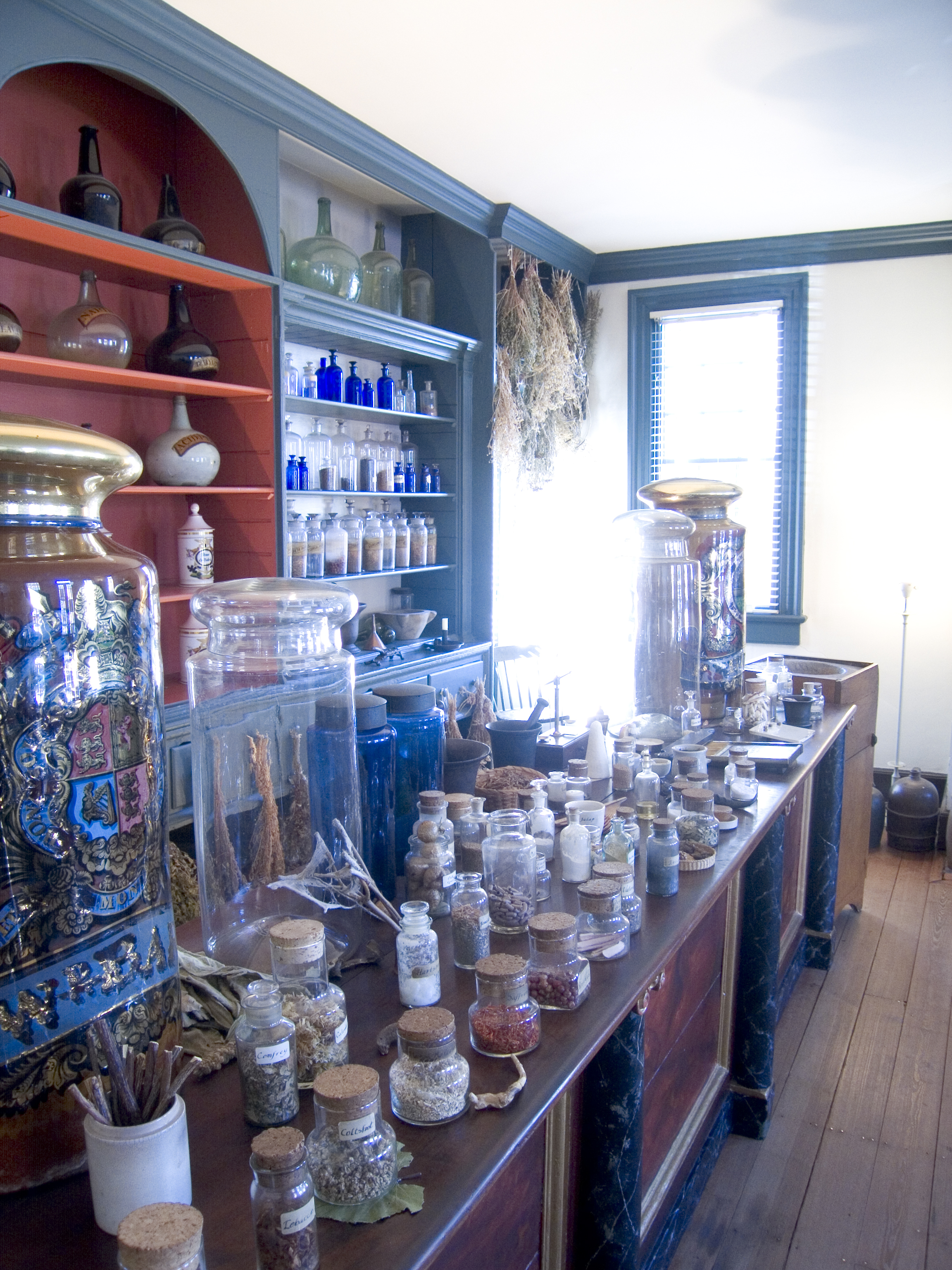
داروخانه هیو مرسر در فردریکزبورگ، ویرجینیا. داروخانه ای که توسط پزشک اسکاتلندی هیو مرسر در اواسط قرن هجدهم تأسیس شد. اکنون موزه ای است که درمان های پزشکی قرن هجدهم را نشان می دهد.

## مقررات
طبیعت درمانی در بسیاری از کشورها انجام می شود و تابع استانداردهای مختلف مقرراتی است. دامنه عمل به طور گسترده ای بین کشورها متفاوت است، برخی از آنها طبیعت درمانی را تحت مقررات پزشکی پوشش می دهند و به درمانگران آن اجازه تجویز دارو و انجام جراحی های جزئی را می دهند، در حالی که سایر کشورها کاملاً طب طبیعی را غیرقانونی می دانند.

### هندوستان

#### کانادا
پنج استان کانادا به درمانگران طب طبیعی مجوز می دهند: انتاریو ، بریتیش کلمبیا ، مانیتوبا ، ساسکاچوان و آلبرتا .   بریتیش کلمبیا بزرگترین حوزه فعالیت در کانادا را دارد.

#### ایالات متحده آمریکا
در هفده ایالت ایالات متحده و ناحیه کلمبیا، پزشکان طبیعی که در یک مدرسه معتبر طب طبیعی در آمریکای شمالی آموزش دیده باشند، حق دارند از نام ND یا NMD استفاده کنند. در سایر ایالت ها، استفاده از عناوین «طبیعت‌پزشك»، «پزشك ناتروپاتی» و «پزشك طب طبیعی» عموماً ممنوع هستند.  
- سه ایالت ایالات متحده به طور خاص عمل طبیعی را ممنوع می کنند: فلوریدا ، [۱۸] [۱۹] کارولینای جنوبی [۲۰] [۲۱] و تنسی . [۲۲] [۲۱]

### انگلستان
طبیعت درمانی در بریتانیا مجاز نیست. در سال 2012، دانشگاه‌های دارای بودجه عمومی در بریتانیا برنامه‌های پزشکی جایگزین خود از جمله طب طبیعی را کنار گذاشتند.

## مراجع
1. ↑  Jagtenberg T, Evans S, Grant A, Howden I, Lewis M, Singer J (April 2006). "Evidence-based medicine and naturopathy". Journal of Alternative and Complementary Medicine. 12 (3): 323–328. doi:10.1089/acm.2006.12.323. PMID 16646733.
2. ↑  Tabish, Syed Amin (2008). "Complementary and Alternative Healthcare: Is it Evidence-based?". International Journal of Health Sciences. 2 (1): v–ix. PMC 3068720. PMID 21475465.
3. ↑  Goldenberg, Joshua Z.; Burlingham, Bonnie S.; Guiltinan, Jane; Oberg, Erica B. (August 2017). "Shifting attitudes towards research and evidence-based medicine within the naturopathic medical community". Advances in Integrative Medicine. 4 (2): 49–55. doi:10.1016/j.aimed.2017.08.003.
4. ↑  Atwood KC (December 2003). "Naturopathy: a critical appraisal". MedGenMed. 5 (4): 39. PMID 14745386. Archived from the original on March 2, 2013. Retrieved September 4, 2013.(نیازمند ثبت‌نام)
5. ↑  Gorski DH (October 2014). "Integrative oncology: really the best of both worlds?". Nature Reviews. Cancer. 14 (10): 692–700. doi:10.1038/nrc3822. PMID 25230880.
6. ↑  Atwood KC (March 2004). "Naturopathy, pseudoscience, and medicine: myths and fallacies vs truth". MedGenMed. 6 (1): 33. PMC 1140750. PMID 15208545.
7. 1 2  "NCAHF Fact Sheet on Naturopathy". National Council Against Health Fraud. January 30, 2001. Archived from the original on September 27, 2011. Retrieved 2009-04-17.
8. ↑  Brown PS (April 1988). "Nineteenth-century American health reformers and the early nature cure movement in Britain". Medical History. 32 (2): 174–194. doi:10.1017/S0025727300047980. PMC 1139856. PMID 3287059.
9. ↑  Beard JA (May 3, 2008). "A system of hygienic medicine (1886) and The advantages of wholemeal bread (1889)". BMJ. Views & Reviews: Medical Classics. 336 (7651): 1023. doi:10.1136/bmj.39562.446528.59. PMC 2364871.
10. ↑  Boon HS, Cherkin DC, Erro J, Sherman KJ, Milliman B, Booker J, Cramer EH, Smith MJ, Deyo RA, Eisenberg DM (October 2004). "Practice patterns of naturopathic physicians: results from a random survey of licensed practitioners in two US States". BMC Complementary and Alternative Medicine. 4: 14. doi:10.1186/1472-6882-4-14. PMC 529271. PMID 15496231.
11. 1 2  Caulfield T, Rachul C (September 2011). "Supported by science?: what canadian naturopaths advertise to the public". Allergy, Asthma, and Clinical Immunology. 7 (1): 14. doi:10.1186/1710-1492-7-14. PMC 3182944. PMID 21920039.
12. ↑  Smith K (2012). "Homeopathy is Unscientific and Unethical". Bioethics. 26 (9): 508–512. doi:10.1111/j.1467-8519.2011.01956.x. Archived from the original on October 29, 2017. Retrieved October 28, 2017.
13. ↑  Ernst, E. (June 1997). "Colonic Irrigation and the Theory of Autointoxication: A Triumph of Ignorance over Science". Journal of Clinical Gastroenterology. 24 (4): 196–198. doi:10.1097/00004836-199706000-00002. PMID 9252839.
14. ↑  "Code of Federal Regulations Title 21, Sec. 801.415 Maximum acceptable level of ozone". U.S. Food and Drug Administration. 1 April 2015. Archived from the original on March 4, 2016. Retrieved 18 May 2016.
15. ↑  Ernst E (October 2001). "Rise in popularity of complementary and alternative medicine: reasons and consequences for vaccination". Vaccine. 20 Suppl 1 (Suppl. 1, 5th European Conference on Vaccinology: A Safe Future with Vaccination): S90-3, discussion S89. doi:10.1016/S0264-410X(01)00290-0. PMID 11587822.
16. ↑  Naturopathy Work Group. "Traditional Naturopathy Working Session Summary September 23 and October 1, 2008" (PDF). Minnesota Department of Health. Archived from the original (PDF) on July 26, 2011. Retrieved 2010-11-20.
17. ↑  "History of Naturopathic Medicine". www.cand.ca. Archived from the original on January 14, 2021. Retrieved 2016-02-17.
18. ↑  "Review of State Laws Regulating Naturopathy". American Naturopathic Certification Board. Retrieved 15 November 2023.
19. ↑  "Title XXXII REGULATION OF PROFESSIONS AND OCCUPATIONS Chapter 462 NATUROPATHY". Online Sunshine. Florida Legislature. Retrieved 17 November 2023.
20. ↑  "Title 40, Chapter 31, Sections 10 & 20". South Carolina Code of Laws (Unannotated), Current through the end of the 2007 Regular Session. South Carolina Legislative Council. Archived from the original on January 12, 2009.
21. 1 2
22. ↑  State of Tennessee (2013). "Title 63 Professions of the Healing Arts, Chapter 6 Medicine and Surgery, Part 2 General Provisions". Tennessee Code Annotated. Justia. 63.6.205 Practice of naturopathy. Archived from the original on October 7, 2013. Retrieved September 7, 2013.
23. ↑  "UK universities drop alternative medicine degree programs". Deutsche Welle. January 18, 2012. Archived from the original on January 25, 2012. Retrieved 2012-02-05.